# Кикирики
Кикирики (лат. Arachis hypogaea) је врста биљке из породице махунарки (Fabaceae), потиче из Јужне Америке, Мексика и Централне Америке. То је једногодишња биљка која нарасте од 30 до 50 cm. Има жуте цветове. Плодови се развијају испод земље, у махунама у којима буде 1-4 семена. У људској употреби налази се семе, као храна, додатак колачима, за производњу кикирики путера и сл. Он се широко узгаја у тропима и суптропима, што је важно за мале и за велике комерцијалне произвођаче. Класификован је и као зрна махунарки, а због високог садржаја уља, као уљарица. Светска годишња производња ољуштеног кикирикија износила је 44 милиона тона у 2016, предвођена Кином са 38% укупне светске производње. Нетипично међу биљкама махунарки, махуне кикирикија се развијају под земљом (геокарпија), а не изнад земље. Имајући на уму ову карактеристику, ботаничар Карл Лине дао је кикирикију специфичан епитет hypogaea, што значи „испод земље“.
Кикирики припада ботаничкој породици Fabaceae (или Leguminosae), познатој као породица махунарки, пасуља или грашка. Као и већина других махунарки, кикирики садржи симбиотске бактерије које фиксирају азот у чворићима корена. Капацитет да фиксира азот значи да кикирики захтева мање ђубрива које садржи азот и побољшава плодност земљишта, што га чини вредним у плодореду.
Кикирики је по укусу и нутритивном профилу сличан орашастим плодовима као што су ораси и бадеми, и, као кулинарски ораси, често се сервирају на сличан начин у западним кухињама. Ботаничка дефиниција ораха је „плод чији зид јајника постаје тврд у зрелости“. По овом критеријуму, кикирики није орах. Међутим, кикирики се обично категорише као орашасти плодови за кулинарске сврхе и уопштено у уобичајеном енглеском језику.

## Историја
Род Arachis је ендемски за Јужну Америку. Култивисани кикирики (A. hypogaea) је настао као хибрид између две дивље врсте кикирикија, за које се сматра да су A. duranensis и A. ipaensis. Почетни хибрид би био стерилан, али је спонтано удвостручење хромозома вратило његову плодност, формирајући оно што се назива амфидиплоид или алотетраплоид. Генетска анализа сугерише да се хибридизација можда догодила само једном и да је довела до A. monticola, дивљег облика кикирикија који се јавља на неколико ограничених локација у северозападној Аргентини, или у југоисточној Боливији, где се та доместикована сорта кикирикија данас узгаја, а из које је вештачком селекцијом настао A. hypogaea.

## Нутритивна вредност
Кикирики је богат есенцијалним хранљивим материјама (десна табела, подаци УСДА о нутријентима). У референтној порцији од 100-gram (3 1⁄2-ounce), кикирики обезбеђује 2.385 kilojoules (570 kilocalories)) енергије хране и одличан је извор (дефинисан као више од 20% дневне вредности, ДВ) неколико витамина Б, витамина Е, неколико прехрамбених минерала, као што су манган (95% ДВ), магнезијум (52% ДВ) и фосфор (48% ДВ), и дијетарних влакана (десна табела). Он такође садрже око 25  протеина у порцији од 100 g, што је већи удео него у многим орашастим плодовима.
Нека истраживања показују да је редовна конзумација кикирикија повезана са нижим специфичним ризиком од смртности од одређених болести. Међутим, клиничке студије не дозвољава да се закључи узрок и последице. Према америчкој Управи за храну и лекове, „научни докази сугеришу, али не пружају доказе да конзумација 1,5 унци дневно већине орашастих плодова (као што је кикирики) као део исхране са ниским садржајем засићених масти и холестерола може смањити ризик од срчаних обољења."
На другом месту после соје, кикирики је највећи светски извор биљног уља. Она су главни састојак маргарина и комерцијално се производе као уље за салату и за кување.

### Фитохемикалије
Кикирики садржи полифеноле, полинезасићене и мононезасићене масти, фитостероле и дијетална влакна у количинама сличним неколико орашастих плодова.
Коре кикирикија садрже ресвератрол који је под прелиминарним истраживањем због његовог потенцијалног дејства на људе.

### Састав уља
Уље од кикирикија, као обично уље за кување и салату, садржи 46% мононезасићених масти (првенствено олеинске киселине), 32% полинезасићених масти (првенствено линолне киселине) и 17% засићених масти (првенствено палмитинске киселине). Уље које се може екстраховати из целог кикирикија коришћењем једноставне воде и методе центрифугирања, NASA разматра у свом програму Напредне животне подршке за будуће дуготрајне људске свемирске мисије.

## Галерија
- Знак упозорења за присуство кикирикија и прашине од кикирикија
-Arachis hypogaea цвет
- Изданци кикирикија који продиру у земљу
- Текстуални детаљ
- Развијање махуна кикирикија
- Комбајн гусеничар за кикирики
- Ручна берба кикирикија (Хаити, 2012)
- Здела сев мамре, која се састоји од прерађеног пиринча, кикирикија и пржених зачињених резанаца
- Слаткиш од кикирикија познат као чики направљен од кикирикија и џагерија
- Уље од кикирикија
- Путерр од кикирикија
- Драже „чоколадирани кикирики”